# 니 칸투!
《니 칸투!》(Ni Cantu! →노래합시다!)는 헝가리의 에스페란토 서적이다. 1928년 컬로처이 칼만이 쓴 62쪽 분량의 민요집으로, 헝가리 전통 민요와 노동요 108곡의 가사를 시집처럼 모아놓았다. 2000년 부다페스트에서 제2판이 출간되었다. 